# Choroby śródmiąższowe płuc
Choroby śródmiąższowe płuc – heterogenna grupa nieinfekcyjnych i nienowotworowych chorób płuc, charakteryzująca się występowaniem rozsianych zmian w obrazie radiologicznym klatki piersiowej, zaburzeniami wentylacji typu restrykcyjnego, zmniejszeniem zdolności dyfuzyjnej płuc i upośledzeniem wymiany gazowej.

## Przyczyny
- znane:
  - czynniki szkodliwe występujące np. w miejscu pracy
  - leki
  - choroby tkanki łącznej
- nieznane: wywołujące choroby śródmiąższowe określane jako idiopatyczne (samoistne, kryptogenne)

## Klasyfikacja
Klasyfikacja chorób śródmiąższowych płuc opracowana przez ATS i ERS w 2002 roku:
- idiopatyczne śródmiąższowe zapalenia płuc (IIP, z ang. idiopathic interstitial pneumonia)
  - idiopatyczne włóknienie płuc (IPF, z ang. idiopathic pulmonary fibrosis)
  - niespecyficzne śródmiąższowe zapalenie płuc (NSIP, z ang. nonspecific interstitial pneumonia)
  - kryptogenne organizujące się zapalenie płuc (COP, z ang. cryptogenic organizing pneumonia)
  - ostre śródmiąższowe zapalenie płuc (AIP, z ang. acute interstitial pneumonia)
  - śródmiąższowa choroba płuc z zapaleniem oskrzelików oddechowych (RB-ILD, z ang. respiratory bronchiolitis associated interstitial lung disease)
  - złuszczające śródmiąższowe zapalenie płuc (DIP, z ang. desquamative interstitial pneumonia)
  - limfocytowe śródmiąższowe zapalenie płuc (IP, z ang. lymphocytic interstitial pneumonia)
- choroby śródmiąższowe płuc o znanej przyczynie
  - polekowe
  - choroby tkanki łącznej i zawodowe układowe zapalenie naczyń
  - czynniki środowiskowe i zawodowe
- choroby śródmiąższowe płuc w przebiegu chorób ziarniniakowych
  - sarkoidoza
  - alergiczne zapalenie pęcherzyków płucnych
- inne, rzadkie postacie chorób śródmiąższowych płuc
  - limfangioleiomiomatoza
  - histiocytoza X
  - eozynofilowe zapalenie płuc
  - proteinoza płuc